# Стоян Злъчкин
Стоян Злъчкин е български кинооператор.

## Биография
Роден е на 29 май 1929 година в град София.
През 1959 година завършва операторско майсторство във ВГИК в Москва.
Умира на 21 септември 1998 година.

## Филмография
- Нако, Дако, Цако – коминочистачи
- Нако, Дако, Цако – шофьори
- Нако, Дако, Цако – моряци
- Бягаща по вълните
- До града е близо
- Записки по българските въстания
- Кръгове на обичта
- На тихия бряг
- Неделните мачове
- Опасен полет
- Призори
- Цитаделата отговори
- В тиха вечер (1960)